# Scoglio dell'Isca
Lo scoglio dell'Isca è un'isola dell'Italia, in Campania. È situato nel comune di Praiano, tra il centro omonimo e la frazione di Vettica Maggiore.